# Кривицька Олена Сергіївна
Оле́на Сергіївна Крив́ицька (23 лютого 1987, Ростов, Ярославська область, СРСР) — українська фехтувальниця, що спеціалізується на змаганнях зі шпаги. Учасниця Олімпійських ігор 2012 року у Лондоні, срібна призерка Кубку світу 2012 у командному заліку, багаторазова преможниця та срібна призерка Всесвітньої Універсіади у командному та індивідуальному заліках. Майстер спорту міжнародного класу.

## Життєпис
Олена Кривицька народилася у російському місті Ростов, проте як фехтувальниця сформувалася у Тернополі, тривалий час захищаючи на всеукраїнських змаганнях честь саме цього регіону. Першим наставником дівчини став відомий тренер Віктор Духота, що працював у тернопільській ДЮСШ № 2, де займалася фехтуванням Кривицька. Перший серйозний міжнародний успіх прийшов до Олени у 2007 році, коли вона у складі збірної України стала переможницею Всесвітньої Універсіади 2007 року в командних змаганнях з фехтування. В майбутньому вона ще двічі здобувала «золото» на головних студентських змаганнях світу, стаючи разом з партнерками по збірній найкращими у 2009 та 2011 роках, а до останньої медалі найвищого ґатунку у командній першості Кривицька додала ще й «срібло» у індивідуальному заліку.
Протягом 2009–2011 років Олена Кривицька поступово увійшла до еліти українського жіночого фехтування на шпагах, заявивши про себе завдяки успішним виступам як на внутрішніх, так і на міжнародних змаганнях. Це дозволило їй зайняти повноправне місце у складі збірної команди України з фехтування. У березні 2012 року, завдяки успішному виступу на етапі Кубка світу у французькому місті Сен-Мер, українська шпажистка здобула право взяти участь у літніх Олімпійських іграх 2012 року, що мали відбутися у Лондоні. На жаль, Кривицька не змогла подолати бар'єр 1/16 фіналу, поступившись румунці Анці Мирою 10:15.
Окрім спорту, Олена досягла значних успіхів у здобутті освіти, закінчивши факультет іноземних мов Тернопільського національного педагогічного університету та вступивши після його закінчення до Тернопільського національного економічного університету.

### Універсіада 2013
На літній Універсіаді, яка проходила з 6 по 17 липня у Казані Олена виступала у 2 дисциплінах. та завоювала бронзову медаль разом з Анфісою Почкаловою, Ксенією Пантелеєвою та Анастасією Івченко у командній шпазі. На шляху до медалей українки перемогли збірні Ізраїлю 45:44, Росії 45:42, у півфіналі поступились Франції 38:45, а у поєдинку за третє місце перемогли команду Польщі із рахунком 40:39 та здобули.
У індивідуальній шпазі Кривицькій не вдалося разу потрапити і до 1/16 фіналу. З рахунком 10:15 вона поступилися своїй суперниці румунці Симоні Поп.

## Спортивні досягнення
- Майстер спорту міжнародного класу
- Переможниця Всесвітньої Універсіади у командному заліку (3): 2007, 2009, 2011
- Переможниця Кубка України у особистому заліку (1): 2011
- Переможниця чемпіонату України в командному заліку (1): 2010
- Срібна призерка Всесвітньої Універсіади у особистому заліку (1): 2011
- Срібна призерка Всесвітніх Ігор серед військовослужбовців в командному заліку (1): 2019[13]
- Срібна призерка етапу Кубка світу в командному заліку (1): 2012
- Срібна призерка чемпіонату України в особистому заліку (1): 2009
- Срібна призерка чемпіонату України в командному заліку (1): 2011
- Срібна призерка Кубка України в особистому заліку (1): 2012
- Бронзова призерка етапу Кубка світу в командному заліку (1): 2011[14]
- Бронзова призерка Кубка України в особистому заліку (1): 2010
- Учасниця літніх Олімпійських ігор (2): 2012, 2016

### Виступи на Олімпіадах
| Олімпіада           | Дисципліна          | Місце |
| ------------------- | ------------------- | ----- |
| Лондон 2012         | індивідуальна шпага | 31    |
| Лондон 2012         | командна шпага      | 8     |
| Ріо-де-Жанейро 2016 | індивідуальна шпага | 15    |
| Ріо-де-Жанейро 2016 | командна шпага      | 8     |
| Токіо 2020          | індивідуальна шпага | 21    |
| Париж 2024          | індивідуальна шпага | 8     |
| Париж 2024          | командна шпага      | 6     |

## Державні нагороди
- Орден княгині Ольги I ст. (27 червня 2025) — за значні заслуги у зміцненні української державності, мужність і самовідданість, виявлені у захисті суверенітету та територіальної цілісності України, вагомий особистий внесок у розвиток різних сфер суспільного життя, відстоювання національних інтересів нашої держави, сумлінне виконання професійного обов’язку[15]
- Орден княгині Ольги II ст. (13 вересня 2019) — за вагомий особистий внесок у розвиток та популяризацію фізичної культури і спорту в Україні, досягнення високих спортивних результатів та багаторічну плідну професійну діяльність[16]
- Орден княгині Ольги III ст. (25 липня 2013) — за досягнення високих спортивних результатів на XXVII Всесвітній літній Універсіаді в Казані, виявлені самовідданість та волю до перемоги, піднесення міжнародного авторитету України[17]
- Медаль «За працю і звитягу» (6 вересня 2007) — за вагомий особистий внесок у розвиток та популяризацію фізичної культури і спорту в Україні, досягнення високих спортивних результатів на XXIV Всесвітній літній Універсіаді 2007 року у м. Бангкок (Таїланд), зміцнення міжнародного авторитету Української держави[18]
- Відзнака Тернопільської міської ради (2015)[19].